# Gayennoides
Genre
Gayennoides est un genre d'araignées aranéomorphes de la famille des Anyphaenidae.

## Distribution
Les espèces de ce genre sont endémiques du Chili.

## Liste des espèces
Selon World Spider Catalog (version 17.5, 26/09/2016) :
- Gayennoides losvilos Ramírez, 2003
- Gayennoides molles Ramírez, 2003

## Publication originale
- Ramírez, 2003 : The spider subfamily Amaurobioidinae (Araneae, Anyphaenidae) : a phylogenetic revision at the generic level. Bulletin of the American Museum of Natural History, no 277, p. 1-262 (texte intégral).